# Bythiospeum garnieri
Bythiospeum garnieri is een slakkensoort uit de familie van de Hydrobiidae. De wetenschappelijke naam van de soort is voor het eerst geldig gepubliceerd in 1889 door Sayn.